# Al Ghad
Al Ghad (în arabă  الغد ce înseamnă Mâine) este un ziar privat și primul cotidian național arab independent publicat în Iordania, cu sediul în Amman.

## Istorie și profil
Al Ghad a fost fondat de Mohammad Alayyan în august 2004. Alayyan este, de asemenea, președintele Al Faridah Specialized Printing, editorul cotidianului. Începând cu 2005, Emad Hmoud era redactorul-șef al ziarului.
Militanți au luat cu asalt sediul ziarului în noiembrie 2011, atacând angajații. Demisia redactorului-șef Mustafa Saleh în luna următoare a coincis cu demiterea lui Jumana Ghunaimat, redactor-șef al al-Rai, de către ministrul de stat pentru Afaceri Media și Comunicare, Rakan Al-Majali. Redactorul său șef a fost Jumana Ghunaimat care a fost numit în funcție la sfârșitul anului 2011, până în 2018. Începând cu 2011, Mohammed Sweidan a fost redactorul-șef al cotidianului.
În plus față de versiunea sa tipărită, ziarul a lansat versiunea online, care a ajuns la un număr semnificativ de cititori. A fost al 10-lea site web cel mai vizitat pentru 2010 în regiunea MENA.
Ziarul a fost distins cu trei premii la categoriile Cel mai bun design, Cea mai bună pagină principală și Cel mai bun portal electronic în cadrul celei de-a 7-a ediții Asia Media Awards, organizată de Asociația Mondială a Ziarelor și de News Publishers (IFRA). În 2018, Al Ghad a fost numit cel mai influent site de ziare arabe de către Industry Arabic.

## Conținut
Ziarul este organizat în cinci secțiuni: [2]
- Al Ghad Al Urduni (الغد الأردني): acoperă știrile locale din Iordania
- Arabii și lumea (العرب والعالم): acoperă știrile internaționale și regionale
- Al Tahaddi (التحدي): acoperă știrile sportive
- Economie (اقتصاد): acoperă știrile economice și cele internaționale despre afaceri
- Hyatuna (حياتنا): acoperă noutățile despre sănătate și stilul de viață